# Brotogeris tirica
Il parrocchetto disadorno (Brotogeris tirica Gmelin, 1788) è un uccello della famiglia degli Psittacidi.

## Descrizione
È un uccelletto dall'aspetto esile, con taglia attorno ai 23 cm, colorazione verde chiara, con sfumature gialle sulle guance, sulla nuca e sul petto. Ha remiganti blu, becco grigio rosato, iride bruna, zampe grigiastre. Può presentare sfumature brune sulle copritrici alari.

## Distribuzione
Vive in una vasta area del Brasile orientale ed è un pappagallino molto comune; in cattività invece è piuttosto raro e la sua riproduzione avviene soltanto in pochi allevamenti specializzati.

## Biologia
Vive nelle foreste aperte e nelle savane, fino ai 1200 metri di quota, ma si adatta anche ai parchi cittadini delle grandi città che rientrano nel suo areale. Poco studiato, si ritiene che la riproduzione vada da settembre a febbraio. depone normalmente 4 uova che vengono incubate per 26 giorni; i piccoli lasciano il nido a circa 7 settimane.